# Pyramid Lake (Alberta)
Der Pyramid Lake ist ein See im Jasper-Nationalpark in der kanadischen Provinz Alberta.

## Lage
Der Pyramid Lake befindet sich 4 km nördlich von Jasper in der Nähe des Pyramid Mountain. Der See ist ca. 1,2 Quadratkilometer groß und liegt auf einer Höhe von 1180 m.
Der See gehört neben dem Maligne Lake, dem Medicine Lake und dem Patricia Lake zu den touristisch interessanten Orten der Region.